# Het boemerangeffect (De Kiekeboes)
Het boemerangeffect is het 115de stripverhaal van De Kiekeboes. De reeks wordt getekend door striptekenaar Merho. Het album verscheen in december 2007.

## Verhaal
Oude liefde roest niet, zegt het spreekwoord en ook de familie Kiekeboe krijgt ermee te maken. Dit keer staat er geen oud lief van Marcel Kiekeboe voor de deur, maar Snoop Winckel, de Australische ex-vriend van Charlotte. Wanneer hij hoort dat Marcel een didgeridoo wil kopen om van zijn gesnurk af te raken, nodigt Snoop, op zijn kosten, het hele gezin uit om een rondreis door Australië te maken. Maar die rondreis is niet zonder gevaar, want Snoop Wickel zit verwikkeld in een machtig en duister milieu, waarin hij de familie Kiekeboe meesleurt...

## Achtergronden bij het verhaal
- Snoop Winckel is een woordspeling op "snoepwinkel" en de voornaam van rapper Snoop Dogg.
- Jack Walker en Johnnie Daniel zijn woordspelingen op de whiskeymerken Jack Daniel's en Johnnie Walker.